# وب‌اسفیر
آی‌بی‌ام وب‌اسفیر (به انگلیسی: WebSphere) به برندی از محصولات نرم‌افزار در دستهٔ نرم‌افزارهای سازمانی اشاره دارد که به‌عنوان «میان‌افزار نرم‌افزاری و یک‌پارچه‌سازی» شناخته می‌شوند. این محصولات نرم‌افزاری توسط کاربران نهایی برای ایجاد و یکپارچه سازی برنامه‌ها با سایر برنامه‌ها استفاده شده‌است. وب‌اسفی‌یر از سال ۱۹۹۸ در بازار عمومی موجود بوده‌است.